# Kamjano-Kostuwate
Kamjano-Kostuwate (ukrainisch Кам'яно-Костувате; russisch Каменно-Костоватое Kamenno-Kostowatoje) ist ein Dorf im Norden der ukrainischen Oblast Mykolajiw mit etwa 400 Einwohnern (2001).
Das 1796 gegründete Dorf ist das administrative Zentrum der gleichnamigen Landratsgemeinde im Rajon Bratske, zu der noch die  Dörfer Kamjanopil (Кам'янопіль) mit etwa 50 Einwohnern, Pryschtschepiwka (Прищепівка) mit ebenfalls etwa 50 Einwohnern und Pjatychatky (П'ятихатки) mit etwa 20 Einwohnern gehören.
Kamjano-Kostuwate liegt 17 km nördlich vom ehemaligen Rajonzentrum Bratske und etwa 140 km nördlich vom Oblastzentrum Mykolajiw.

## Persönlichkeiten
Im Dorf kamen die Schauspieler-Brüder Mykola Sadowskyj (1856–1933) und Panas Saksahanskyj (1859–1940) sowie ihre ältere Schwester, die Opernsängerin und Schauspielerin Marija Sadowska-Barilotti (1855–1891) zur Welt.